# 슈퍼 CCD
슈퍼 CCD(Super CCD)는 후지필름이 1999년부터 개발해 온 독점 전하결합소자이다. 슈퍼 CCD는 직사각형이 아닌 팔각형 픽셀을 사용한다. 이를 통해 동일한 픽셀 수의 기존 센서보다 더 높은 수평 및 수직 해상도(대각선 해상도를 희생함)를 달성할 수 있다.
2003년 1월 21일, 후지필름은 슈퍼CCD HR과 슈퍼CCD SR의 두 가지 변형으로 구성된 4세대 슈퍼CCD 센서를 발표했다. HR은 "고해상도"를 나타내고 SR은 "슈퍼 다이내믹 레인지"를 나타낸다. SR 센서에는 포토사이트당 두 개의 광다이오드가 있으며, 하나는 다른 하나보다 훨씬 크다. 두 가지 모두의 정보를 적절하게 처리하면 검정색에서 흰색까지의 밝기 범위(다이내믹 레인지)가 더 커질 수 있다.
'후지 S2 프로'로 촬영한 슈퍼 CCD 픽셀 정렬 그림. 상단 이미지는 크기 조정이나 픽셀 회전 없이 DCRaw로 변환되었다.
4세대 슈퍼 CCD HR에는 센서가 수평으로 45도 각도로 배치되어 있다. 이미지를 일반적인 수평/수직 픽셀 방향으로 변환하기 위해 각 센서 쌍 사이에 하나의 픽셀을 보간하여 6개의 유효 메가픽셀에서 12메가픽셀을 기록한다. 이와 대조적으로 후지필름은 5세대 슈퍼 CCD HR 센서도 45도에 있지만 보간되지는 않는다고 말한다. 그러나 센서가 보간 없이 이미지를 수평/수직 픽셀로 변환하는 방법에 대한 설명은 생략된다.
2005년 7월 29일 후지필름은 "5세대 슈퍼 CCD HR 센서"를 탑재한 카메라인 FinePix S5200(S5600) 및 FinePix S9000(S9500)을 발표했다. FinePix F10과 F11은 2005년 말에 출시되었다.
2006년에 Fuji는 6세대 슈퍼 CCD 센서(크기 1/1.7", 630만 유효 픽셀, 단 F40fd는 크기 1/1.6", 830만 유효 픽셀)를 출시했다. 이 센서는 ISO 800에서도 허용 가능한 이미지 품질을 허용한다. 이 센서는 FinePix S6500fd(2006) 브리지 카메라와 FinePix F 시리즈 F30, F20(2006), F31fd 및 F40fd(2007) 컴팩트 카메라에 내장되어 있으며 모두 동급 최고의 저조도 기능으로 널리 인증되었다.
2007년 후반에 7세대가 출시되었다(크기 1/1.6", 1,200만 유효 픽셀). Fuijfilm FinePix F50fd(2007)에 포함되어 있다. 이 센서는 선명하기는 하지만 이전 세대에 비해 ISO 성능이 크게 감소하여 품질이 6세대 센서와 비교했을 때, 7세대 센서는 개별 픽셀 면적이 약 1.7배 낮아져 각 픽셀에 도달하는 빛의 양이 현저히 줄어들었다.2008년 중반에 8세대가 출시되었다.(동일 크기 1/1) 1.6인치, 1,200만 유효 픽셀), 후지필름 FinePix F100fd(2008)에 포함되어 있다. 이 센서는 이전에 손실된 ISO 성능을 약간 향상시켰지만 여전히 6세대 센서와 비교할 수는 없다.
2008년 9월 후지필름은 새로운 유형의 슈퍼 CCD 센서인 슈퍼 CCD EXR을 발표했다. 이 센서는 HR 및 SR 센서 유형의 장점을 단일 칩에 결합하는 것을 목표로 한다. 동일한 색상의 픽셀을 비닝(결합)할 수 있는 새로운 색상 필터 배열 레이아웃을 사용한다. 이 센서는 F200EXR, F70EXR, F80EXR 포인트 앤 슛 카메라와 S200EXR 브리지 카메라에 사용된다. F200EXR과 S200EXR은 모두 동일한 1200만 화소 1/1.6" 크기 센서를 사용하고, F70EXR과 F80EXR은 각각 1000만 픽셀과 1200만 픽셀 1/2" 크기 센서를 사용한다.
2010년에 후지필름은 F300EXR과 Z800EXR 형태로 슈퍼 CCD 센서를 탑재한 마지막 카메라를 만들었다. 둘 다 하이브리드 자동 초점 시스템을 갖춘 동일한 1/2" 12 메가픽셀 슈퍼CCD EXR 센서를 사용한다. 카메라는 기존 대비 감지 AF와 전용 픽셀을 통한 위상 감지 AF를 사용하여 초점을 계산한다. 후지필름에 따르면 이 시스템은 2011년 후지필름은 기존의 정사각형 포토사이트 베이어 컬러 패턴 배열을 사용하는 후면 조명(BSI) CMOS 센서와 45도 회전된 정사각형 포토사이트를 사용하는 후지필름의 EXR 컬러 필터 배열을 사용하기로 결정했다. 이는 슈퍼CCD 생산 종료를 의미했다.

## 같이 보기
- 전하결합소자